# Apple Fotos
Apple Fotos (offiziell nur Fotos) ist ein Programm zur Bildverwaltung und -bearbeitung für iOS, iPadOS, macOS, watchOS, tvOS und visionOS. Es ist der Nachfolger von iPhoto und Aperture und bietet eine gemeinsame Verwaltung von Fotos auf mobilen Geräten und stationären Geräten über die Synchronisation wahlweise per iCloud oder iTunes. Außerdem unterstützt es nicht-destruktive Bildbearbeitung, bei der Bearbeitungen in eigenen Dateien protokolliert werden, so dass die Originalbilder erhalten bleiben.

## Geschichte
Auf der Apple-Entwicklerkonferenz 2014 wurde der Nachfolger von iPhoto und Aperture vorgestellt. Die iOS-Version wurde zusammen mit der neuen Version von iOS 8 am 18. September 2014 veröffentlicht und ersetzte unmittelbar die alte Fotoverwaltung auf iOS. Die Desktop-Version für Mac OS X kam hingegen erst mit dem Update 10.10.3 am 8. April 2015 heraus. Auf Mac OS X installierte sich die neue Betriebssystem-Fotoverwaltungssoftware parallel zur bestehenden Fotobibliothek, so dass die Benutzer auf OS X bewusst migrieren müssen. Die angekündigte Plug-in-Schnittstelle für die Desktop-Version erschien zusammen mit OS X El Capitan Ende September 2015.
Mit macOS High Sierra hat Apple Fotos grundlegend überarbeitet und neue Funktionen hinzugefügt. So hat Apple eine neue Seitenleiste hinzugefügt, durch die das Verwalten von Fotos und Alben einfacher wird und es wurde eine verbesserte Suchfunktion erstellt, mit der es auch möglich ist, die Fotos nach bestimmten Kriterien zu suchen. Außerdem wurden die Bearbeitungstools von Fotos verbessert und erweitert. So lassen sich nun auch Live-Photos von einem iPhone oder iPad in Fotos bearbeiten und zu einem Video umwandeln. Zusätzlich erstellt Fotos unter macOS High Sierra regelmäßig Rückblicke, mit denen verwandte Fotos in einer Diashow wiedergegeben werden können.
Mit iOS 18 und iPadOS 18 wurde die Fotos-App auf der WWDC 2024 umfassend überarbeitet und erhielt das bislang größte Funktionsupdate seit ihrer Einführung. Ziel der Neugestaltung war es, die Bedienbarkeit zu verbessern, die Organisation der Mediathek zu vereinfachen und neue KI-gestützte Funktionen bereitzustellen. Die bisherige Struktur mit separaten Tabs wie „Mediathek“, „Alben“ und „Für dich“ wurde durch eine einheitliche, scrollbare Ansicht ersetzt. Nutzer sehen beim Öffnen der App zunächst ihre gesamte Mediathek in einem kompakten Raster. Beim weiteren Scrollen erscheinen automatisch generierte Sammlungen, die thematisch nach Personen, Haustieren, Orten oder Ereignissen gegliedert sind. Diese Sammlungen können individuell angepasst, sortiert oder angeheftet werden. Die Suchfunktion wurde deutlich verbessert und unterstützt nun die Eingabe in natürlicher Sprache, etwa „Ich mit Eis“ oder „Katze in einer Box“. Dabei werden sowohl Fotos als auch Videos durchsucht, wobei einzelne Szenen innerhalb von Videos gezielt identifiziert werden können. Durch die Integration von Apple Intelligence stehen erweiterte Bearbeitungsfunktionen zur Verfügung. Dazu gehört unter anderem ein neues „Clean Up“-Werkzeug, das störende Objekte aus Bildern entfernt, sowie eine Funktion zur automatisierten Erstellung von Rückblicken aus Fotos und Videos anhand einfacher Beschreibungstexte.